# Odion Ighalo
Odion Jude Ighalo (Lagos, 16 juni 1989) is een Nigeriaans voetballer die doorgaans als aanvaller speelt. Ighalo debuteerde in 2015 in het Nigeriaans voetbalelftal.

## Clubcarrière
Ighalo debuteerde in het betaald voetbal in het shirt van Prime FC en speelde in eigen land ook voor Julius Berger. In 2007 vertrok hij naar FC Lyn Oslo. Een jaar later tekende de aanvaller bij Udinese. Die club verhuurde hem aan Granada CF, AC Cesena, opnieuw Granada CF en Watford. Daarvoor maakte hij op 30 september 2014 zijn eerste doelpunt, in de Championship tegen Brentford. Op 24 oktober 2014 werd bekend dat Watford Ighalo definitief overnam van Udinese. Hij promoveerde aan het einde van dat seizoen met de Engelse club naar de Premier League.
Hij verruilde Changchun Yatai in februari 2019 voor Shanghai Shenhua. In 2020 werd hij verhuurd aan Manchester United door zijn Chinese club Shanghai Shenhua. Hij zou verhuurd worden tot 31 mei 2020, maar dat werd die dag verlengd tot 31 januari 2021. In februari 2021 werd hij verkocht aan het Saoedische Al-Shabab.

## Interlandcarrière
Ighalo debuteerde in 2015 in het Nigeriaans voetbalelftal. Hiermee was hij actief op het WK 2018 en het Afrikaans kampioenschap 2019.